# Cobeña
Cobeña és un municipi de la Comunitat de Madrid, a la comarca de Cuenca del Medio Jarama.

## Història
La seva fundació s'estima en el segle ix, pels àrabs, si bé i d'acord amb els documents apareguts és en el 1369 (s. XIV) quan Enric II de Castella expedeix carta de donació dels pobles d'Alcobendas, Barajas i Cobeña a favor de Pedro González de Mendoza, majordom de l'infant Joan, el seu fill. La vila de Cobeña queda així baix el règim senyorial de la Casa dels Mendoza, de Guadalajara, en la persona de Pedro González de Mendoza, primer Comte de Corunya.
L'assentament dels jueus en l'altiplà castellà va suposar per a Cobeña una època d'enriquiment, alhora que d'importància en relació amb pobles i viles de la seva al voltant, car es parlava, en la seva època, de l'autèntic poder econòmic i financer que exercien les aljames que constituïen l'eix de Torrelaguna-Cobeña-Alcalá.
L'aljama (jueria) de Cobeña era tan important en aquests aspectes referits, que per a l'"alfoz" d'Alcalá (territori de diversos poblis que formen una jurisdicció) Cobeña era una peça fonamental. Aquesta alfoz es va estendre per viles i llogarets situats entre l'Henares, el Jarama, i el Tajuña, i entre elles va ser notable la riquesa de Cobeña, car les 70 famílies jueves que componien l'aljama d'aquesta Vila, estaven dedicades a ocupacions de tractants, mercaders, argenters i cerers, persones riques i acabalades que van motivar aquest de "Val més Cobeña que Alcalá i les seves terres". Es va fer famosa per les noces que aquestes famílies jueves de Cobeña celebraven amb unes altres també de Torrelaguna (matrimonis entre barons de Torrelaguna i donzelles de Cobeña).
També està constatat que a una llegua de Cobeña estava l'Ermita de Belvis, que sant Isidre visitava mentre es va refugiar en Torrelaguna quan Alí, fill de Yuste, va assetjar Madrid. Així mateix, es tenen notícies que va existir un castell propietat de Álvaro de Luna y Jarana, conestable sota el regnat de Joan II de Castella, i a la mort d'Álvaro, durant el regnat del mateix Joan II de Castella, el castell va ser derrocat. Els seus carreus, es creu, van ser emprats per Gaspar de la Peña, deixeble de Juan de Herrera, per a edificar l'Església avui existent. En 1579 aquesta vila tenia dos alcaldes ordinaris, 213 cases amb 223 veïns, que la Chancillería de Valladolid era la competent per a resoldre litigis i plets, que pertanyia a l'Arquebisbat de Toledo, que no tenia Església Catedral ni col·legial, i que no hi ha més que una Església parroquial sota l'advocació de San Ciprián, que comptava amb un hospital de 7 llits per a pobres, fundat per Sancho López i la seva dona María Alfonso, naturals d'aquesta Vila, on es guareixen malalts no contagiosos, per exprés desig dels seus fundadors.